# Joaquim Rufino do Rêgo
Joaquim Rufino do Rêgo, né le 14 janvier 1926 à Picos, Brésil, et mort le 10 août 2013 Teresina (Piauí),  Brésil, est un prélat catholique brésilien.

## Biographie
Joaquim Rufino do Rêgo est ordonné prêtre en 1952. Il est nommé évêque de Quixada en 1971. En 1986, Mgr Rêgo est nommé évêque de Parnaiba et prend sa retraite en 2001.

## Sources
- Profil sur Catholic hierarchy